# Каниц унд Дальвиц, Карл фон
Карл Эрнст Вильгельм фон Каниц-Дальвиц (нем. Karl Ernst Wilhelm von Canitz und Dallwitz, 1787—1850) — барон, генерал-лейтенант прусской армии, министр иностранных дел Пруссии.

## Биография
Карл фон Каниц-Дальвиц происходил из обедневшего мейсенского дворянского рода. Сын гессен-кассельского гофмаршала Вильгельма фон Дальвица (1744—1805) и его супруги Шарлотты, урождённой Гаудринг (1757—1825). Отец состоял в звании полковника в прусской армии. Дед Карла Мельхиор Фридрих Каниц-Дальвиц, генерал-майор гессенской армии, погиб в результате ранения в бою под Зандерсгаузеном в Семилетнюю войну.
Карл фон Каниц-Дальвиц обучался юридическим наукам в Марбургском университете, затем поступил на службу Гессену. В Войну четвёртой коалиции в 1806 году перешёл на военную службу Пруссии и в звании секонд-лейтенанта принимал участие в сражении при Гейльсберге. Получил ранение и был удостоен за свою храбрость ордена Pour le Mérite. В 1812 году Каниц-Дальвица прикомандировали к генеральному штабу генерала Йорка, который в составе прусского контингента был направлен в поход на Россию. После заключения Таурогенской конвенции перешёл на службу в российскую армию. Под командованием Фридриха Карла Теттенборна участвовал в походе на Берлин и Гамбург. Во время перемирия 1813 года вернулся на службу в прусскую армию и служил в генеральном штабе при армейском корпусе Йорка. После войны состоял в генеральном командовании в Бреслау.
В 1821 году Каниц-Дальвиц был назначен адъютантом принца Вильгельма, брата Фридриха Вильгельма III, одновременной преподавал в общевоенной школе в Берлине. В этот период анонимно издал труд в двух томах о кавалерии Фридриха Великого Betrachtungen über die Thaten und Schicksale der Reiterei in den Feldzügen Friedrichs II. und der neuern Zeit. В 1828 году Каниц-Дальвиц был назначен чрезвычайным послом Пруссии в Константинополе выполнять посредническую роль Пруссии в Русско-турецкой войне.
В 1830 году Карл фон Каниц-Дальвиц был назначен шефом генерального штаба гвардейского корпуса и командиром 1-го гусарского полка. Во время Польского восстания Каниц-Дальвиц находился при штаб-квартире фельдмаршала Дибича. В 1833 году его назначили послом Пруссии при гессенском дворе и произвели в генерал-майоры. С 1837 года Карл фон Каниц-Дальвиц служил послом в Ганновере и Брауншвейге, в 1842—1845 годах — в Вене.
После отставки министра Генриха фон Бюлова в 1845 году Каниц-Дальвиц был назначен министром иностранных дел Пруссии. В своей политике он ориентировался на австрийцев и русских. 17 марта 1848 года подал в отставку вместе со всеми остальными членами кабинета Бодельшвинга. В мае 1849 года Карла фон Каниц-Дальвица направили в Вену добиваться согласия Австрии на запланированное Пруссией более тесное объединение германских государств, но Каниц-Дальвиц вернулся ни с чем и получил назначение командиром 5-й дивизии во Франкфурте-на-Одере.